# Košarkaški klub Ergonom Niš
Il Košarkaški klub Ergonom Niš era una società cestistica avente sede nella città di Niš, in Serbia. Fondata nel 1970, nel 2010, a causa di problemi cedette i diritti sportivi al neonato Konstantin Niš per ripartire dalle serie inferiori, ma l'anno seguente la società venne definitivamente sciolta.
Disputava il campionato serbo.
Giocava le partite interne nel Čair Sports Center, che ha una capacità di 5.000 spettatori.